# ساندرو گنتسی
ساندرو گنتسی (ایتالیایی: Sandro Ghenzi) تهیه‌کننده ایتالیایی بود.

## گزیده فیلم‌شناسی
- خواهران ماتراسی (۱۹۴۴)
- کلاه کشیش (۱۹۴۴)
- زیر آفتاب رم (۱۹۴۸)
- دو شاهی امید (۱۹۵۲)
- رومئو و ژولیت (۱۹۵۴)

## کتابشناسی
- Anile, Alberto. Orson Welles in Italy. Indiana University Press, 2013.